# Cevat Rıfat Atilhan

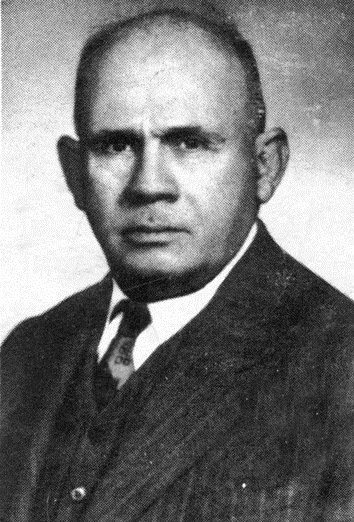
Cevat Rıfat Atilhan

Cevat Rıfat Atilhan (* 1892 in Vefa, Istanbul; † 4. Februar 1967 in Istanbul) war ein prominenter türkischer Autor, Journalist, Publizist und General. Er war Vorsitzender des Exekutivkomitees des Kongresses Islamischer Staaten, der Vorgängerorganisation der Organisation für Islamische Zusammenarbeit. Cevat Rıfat Atilhan war Antisemit und ein Bewunderer Adolf Hitlers.

## Leben
Cevat Rıfat Atilhan verbrachte seine ersten Kindheitsjahre in Damaskus. Sein Vater Rıfat Pascha war der Mutessarif von Damaskus. In seinem Geburtsort Istanbul ging Cevat zur Grundschule. Danach begann er mit dem Militärgymnasium Kuleli Askerî Lisesi. Anschließend absolvierte er die Militärakademie.
Cevat Rıfat kämpfte in den Balkankriegen, im Ersten Weltkrieg und im Türkischen Unabhängigkeitskrieg. Die Nationalversammlung verlieh ihm den Titel „Milizengeneral“.
Seit Ende der 1920er Jahre begann Atilhan, sich publizistisch zu betätigen und gab 1929 seine erste antisemitische Schrift heraus. 1933 wurde er Mitarbeiter der in Izmir neu gegründeten Zeitschrift İnkılâp, die aber bereits im Herbst 1933 von den türkischen Behörden verboten wurde. Als Nachfolgeorgan gründete Atilhan Millî İnkılâp (Nationale Revolution), deren Verbot 1934 erfolgte.
In Izmir lernte Atilhan 1933 den deutschen Juden Karl Kindermann kennen, der ihm im gleichen Jahr noch die Türen zu einflussreichen Nationalsozialisten in Deutschland öffnete.
1942 wurde er wegen angeblicher Putschpläne gegen die damalige Regierung von Ismet Inönü 11 Monate inhaftiert. Nach einer Untersuchung von Fevzi Çakmak wurde Atilhan freigelassen. 1952 wurde er als Verantwortlicher eines Attentatsversuches gegen Ahmet Emin Yalman in Malatya für 11 Monate und 5 Tage inhaftiert.
Seit 1946 schrieb er in den beiden islamischen Magazinen Sebilürreşad und Büyük Doğu. Er zählte zu den Gründungsmitgliedern der Millî Kalkınma Partisi („Partei der Nationalen Auferstehung“) 1945 und der „Türkisch-Konservativen Partei“ (Türk Muhafazakâr Partisi) 1947.
Anfang Februar 1948 gab der Mufti von Jerusalem, Mohammed Amin al-Husseini, Cevat Rifat Atilhan seine Zustimmung zur Bildung einer türkischen Legion, die sich aktiv am Kampf gegen die Juden in Palästina beteiligen sollte. Atilhan nahm mit dieser Legion aktiv am Kampf gegen die Juden in Palästina teil.
1951 gründete er selbst die antisemitische İslâm Demokrat Partisi („Demokratische Partei des Islam“).
Im August 1964 wurde er zum Kongress Islamischer Staaten in Somalia eingeladen, wo er zum Vorsitzenden des Exekutivkomitees der Organisation gewählt wurde. Dies war das letzte Amt seines Lebens. Er verstarb am 4. Februar 1967 in Istanbul an einem Herzinfarkt und wurde auf dem Friedhof Karacaahmet beigesetzt.

## Wirken als Antisemit
Nach Athilans Ansicht war der Zusammenbruch des Osmanischen Reiches, den er selbst miterlebte, das Resultat einer Verschwörung von Juden, Freimaurern und Dönme. Er machte die Ritualmordlegende zum Thema seiner Werke und verbreitete, dass Juden Kinder entführten, um ihr Blut zu trinken. Von daher verwundert es auch nicht, dass Athilan zu den Bewunderern der deutschen Nationalsozialisten gehörte und versuchte, deren antisemitische Ideen, wie sie insbesondere im Stürmer vertreten wurden, in der Türkei zu verbreiten. Insbesondere sein Werk İğneli Fıçı aus dem Jahr 1937 trug zur Verbreitung der Ritualmordlegende in der Türkei bei.

### Atilhans Kontakte ins nationalsozialistische Deutschland
Cevat Rıfats Kontakte zu den Nationalsozialisten sind unumstritten. Über deren Intensität und ihren Beginn gibt es aber sehr unterschiedliche Auffassungen. Als gesichert gilt, dass sich Atilhan 1933/1934 in Deutschland aufhielt und dabei in Kontakt zu Julius Streicher kam. Sicher ist auch, dass er Kontakte zu Ulrich Fleischhauer Unterhielt und unter dem Pseudonym Djev in dessen Welt-Dienst ebenso publizierte wie im Stürmer als Cev. Weder Berna Pekesen noch Hatice Bayraktar konnten jedoch herausfinden, wie die Kontakte zwischen Atilhan und den Deutschen zustande kamen. Diesen „Verdienst“ beanspruchte ausgerechnet der deutsche Jude Karl Kindermann für sich, der sich wegen seiner betont antikommunistischen Propaganda einer gewissen Protektion durch die Nationalsozialisten erfreuen durfte.

Kindermanns Ausführungen ist zu entnehmen, dass Atilhan mehr ideologische denn materielle Unterstützung durch die Nationalsozialisten erfahren hat, denn offenbar plagten ihn bereits in Berlin finanzielle Probleme. Auch Bayraktar befand, dass „keine staatlichen oder von der NSDAP etablierte Behörde innerhalb Deutschlands Atilhan und seine antisemitische Unternehmungen finanzierte“, und für sie gab es auch „keinen Anlass zu der Annahme, Mitarbeiter der deutschen Botschaft hätten den Wunsch oder die Mittel besessen, Atilhan bei der Gründung und Herausgabe seiner antisemitischen Zeitschrift zu unterstützen“.
Immerhin aber erschien in dem zu Fleischhauers Imperium gehörenden „U. Bodnung-Verlag“ in Erfurt 1934 Atilhans Schrift Die schöne Simi Simon, in der, so die Verlagsankündigung, „die jüdische Spionage an der türkischen Front während des [1.] Weltkrieges packend geschildert wird“, und eine Anzahl antisemitischer Karikaturen von Philipp Rupprecht erschienen sowohl im Stürmer, als auch in der Millî İnkılâp. Bayraktar geht davon aus, „dass das türkische Blatt nicht etwa einfach nur die Zeichnungen aus der deutschen Zeitschrift kopierte, sondern dass es eine Zusammenarbeit beider Presserorgane gab“ Darüber hinaus verweist Bayraktar auch auf Indizien, die es nahelegen, „dass Fleischhauer Atilhan im Sommer 1934 durch den Druck einer Millî İnkılâp-Ausgabe unterstützte, so wie er zwei Jahre später in Budapest antisemitische, in Erfurt gedruckte Flugblätter in großer Zahl verteilen ließ. Dies wiederum würde erklären, wieso nicht nur Atilhan von einer Auflagenhöhe von 15.000 sprach, sondern sogar die New York Times von der ‚Verteilung von 10.000 Exemplaren‘ der antisemitischen Zeitschrift sprach.“
Fleischhauers Welt-Dienst betrieb auch die Organisation von Antisemitenkongressen. Dadurch erhielt auch Atilhan eine weitere Plattform für eigene Aktivitäten. So behauptete er, „dass er gemeinsam mit Streicher am 4. März im Münchener Hotel ‚Königshof‘ an einem Antisemitenkongress teilgenommen hätte“. Bayraktar fand hierfür keine Bestätigung, dafür aber für einen von Fleischauer in Absprache mit Streicher für September 1934 in Nürnberg geplanten ‚antisemitischen und panarischen Weltkongress‘. „Kurz vor dem Parteitag der NSDAP wollte er [Fleischhauer] ursprünglich am 8. September einen Antisemiten-Kongress in Nürnberg veranstalten. Als die Parteizentrale in München Wind davon bekam, ließ Hitler das Treffen allerdings durch Heß kurzerhand verbieten. Man legte Fleischhauer nahe, die Teilnehmer des Kongresses nach Erfurt zu holen. Das Treffen wurde daraufhin mit einer ähnlich ausgerichteten Veranstaltung, die für den 24. September 1934 in Brüssel geplant war, zusammengelegt. Für den Kongress wählte man einen belgischen Kurort, wo sich die Teilnehmer vom 22. bis 26. September 1934 austauschten. Ziel war eine Loslösung vom lokal verankerten Antisemitismus und die Etablierung einer die nationalen Grenzen überschreitenden Zusammenarbeit. Die Treffen wurden konspirativ organisiert. Die Nationalsozialisten unterstützten die Erfurter Aktivitäten zwar, wollten jedoch nicht offiziell als Förderer in Erscheinung treten.“ Atilhan war bereits Anfang August 1934 zur Teilnahme an dem für Nürnberg geplanten Kongress nach Deutschland gereist und wollte die Gelegenheit zusätzlich dafür nutzen, seine Kontakte zu deutschen Regierungsstellen und Wirtschaftskreisen zu intensivieren. In einer türkischsprachigen Kurzbiografie wird er als Präsident des Kongresses von 1934 beschrieben, wozu es aber keine weiteren Belege gibt.
Ob Atilhan tatsächlich aus Deutschland in die Türkei zurückkehrte, um „dort eine türkische NS-Organisation zu gründen“, wie Corry Guttstadt schreibt, oder ob Karl Kindermann „einen beabsichtigten Hitlerputsch in der Türkei vereitelt hat“, indem er ein für Hitler bestimmtes Atilhan-Papier gegen die Intentionen seines Autors aus dem Französischen ins Deutsche übersetzte, muss wohl als offene Forschungsfrage stehenbleiben. Weniger zweifelhaft erscheinen dagegen weitere von Guttstadt erwähnte Atilhan-Aktionen: „Vor den Toren der Universität von Istanbul verteilte er Hakenkreuz-Anstecknadeln und bemalte einige Bosporusdampfer mit NS-Symbolen. Mit seinen Aktionen fand er jedoch keinen Widerhall.“

### Die ZeitschriftMillî İnkılâpund ihr Einfluss auf das Thrakien-Pogrom von 1934
Für ihr nicht einmal einjähriges Bestehen hat die Zeitschrift Millî İnkılâp ein vergleichsweise großes Echo in der Erforschung der Ursachen des Thrakien-Pogroms von 1934 ausgelöst. Ihre am Stürmer orientierte antisemitische Hetze gipfelte in Beiträgen, „in denen erstmals in der Geschichte der türkischen Presse exzessive Judenfeindlichkeit betrieben wurde. Die Millî İnkılâp bezeichnete sich selbst als eine ‚überschwänglich nationalistische‘ (taşkın milliyetçi) politische Zeitschrift und verbat sich durch einen Schriftzug auf der zweiten Seite, Anzeigenaufträge von Juden aufzunehmen. In ihr erschienen aus dem Stürmer stammende Presseartikel und Karikaturen, aber auch Eigenproduktionen, die sich hauptsächlich mit den ‚verräterischen Tätigkeiten‘ und der ‚Verjudung der Türkei‘ befassten.“ Dieses Profil der Zeitschrift führte zu der Frage, ob es ein aus Deutschland importierter Antisemitismus war, als dessen Sprachrohr Atilhan und seine Zeitschrift galten, der das Thrakien-Pogrom vorbereitete und auslöste. Diese These geht vor allem auf den Publizisten Avner Levi zurück, der meinte, „die antijüdischen Ausschreitungen seien von türkischen Ablegern deutscher Nationalsozialisten inszeniert worden“, womit er an erster Stelle Cevat Rıfat Atilhan und dessen Millî İnkılâp meinte.
Auch wenn Avner Levi nach Berna Pekesen das Verdienst zukommt, in den 1990er Jahren zum ersten Mal eine kleine Öffentlichkeit über die antijüdischen Exzesse des Jahres 1934 informiert zu haben, kommt sie dennoch zu dem Schluss, dass die von „Levi postulierte Rolle Atilhans bei den Ausschreitungen zumindest zu relativieren“ sei. Wie zuvor schon Guttstadt sieht auch sie den Auslöser für die Pogrome in Thrakien nicht in einem „importierten Antisemitismus“, sondern macht geltend, dass innertürkische Kreise „ein gewisses Interesse daran hatten, es so aussehen zu lassen, als sei der Pogrom in Thrakien und an der Agäis von panturkistisch-antisemitischen Personen provoziert worden“. Guttstadt machte deutlich, dass es nicht nur eine ambivalente Haltung der türkischen Regierung gab, die sich darin zeigte, dass sie einerseits Ausschreitungen gegen Juden wortreich verurteilte, gleichzeitig jedoch antijüdische Maßnahmen duldete oder unter der Hand selbst anregte. Sie verwies auf die staatliche Leugnung des Antisemitismus in der Türkei und darauf, dass die Rolle der CHP und der staatlichen Stellen während der Ausschreitungen nie untersucht worden seien. Andere, direkt auf Quellenmaterial des politischen Archivs des Auswärtigen Amtes fußende Studien zweifeln diese Sichtweise an. Hierbei ist insbesondere die Kritik von nationalsozialistischer Seite hinsichtlich fehlendem Rassenbewusstseins in der Türkei zu erwaehnen. Weiterhin wird in Berichten an das Auswärtige Amt als Hauptgrund der als spontan dargestellten Ausschreitungen wirtschaftliche Unzufriedenheit angeführt und jedwege direkt oder indirekte Verwicklung türkischer Regierungskreise expliziert negiert.
Ähnlich argumentiert auch Perkesen, wenn sie darauf hinweist, „dass auch die kemalistische Presse und die Institutionen der CHP (Volkshäuser und deren Veröffentlichungen) sich ab Mitte der dreißiger Jahre zunehmend judenfeindlicher Stereotypen befleißigten. Wie noch darzustellen ist, wurden jedenfalls auch in den thrakischen Ortschaften bereits Mitte der zwanziger Jahre fremdenfeindliche, wegen der deutlichen Präsenz der jüdischen Bevölkerung in dieser Region auch eindeutig antijüdische Hetzkampagnen durchgeführt, die von den Studentenvereinigungen, der lokalen kemalistischen Presse und den Volkshäusern initiiert worden waren. In ihrem nationalistischen Eifer standen diese der antisemitischen Publizistik einer Millî İnkılâp in nichts nach.“
Vor diesem Hintergrund ist Perkesen kaum zu widersprechen, wenn sie feststellt, die „Schlussfolgerung, erst die permanente Hetze gegen das Judentum in dem Blatt Millî İnkılâp hätten die antisemitischen Übergriffe ausgelöst“, sei zu simplifizierend. Hatice Bayraktar konnte zudem zeigen, dass aufgrund der geringen Rezeption der Zeitschrift eine Initialzündung der Pogrome durch die Millî İnkılâp ausgeschlossen werden kann. Sie kam zu dem Schluss, dass die Auflagenhöhe der Zeitschrift kaum höher als bei 10.000 bis 15.000 Exemplaren gelegen haben dürfte und verweist auf den niedrigen Alphabetisierungsgrad in der damaligen Türkei (1935 = 16 %), woraus sich ergebe, dass Millî İnkılâp überhaupt keinen „nennenswerten Anteil der Einwohnerschaft des thrakischen Generalinspektorats erreicht haben kann. Bereits der türkische Historiker Ayhan Aktar schrieb daher, dass der Zeitschrift schwerlich die Hauptschuld an den antisemitischen Unruhen zugeschrieben werden kann.“

Bayraktar verweist auch auf zeitliche Verzögerungen bei der Umsetzung der von der Regierung beschlossenen Schließung der Zeitschrift, die es Atilhan ermöglichten, noch eine Ausgabe, die letzte von insgesamt sechs, zu produzieren. Für sie ist es deshalb naheliegend, zu vermuten, „dass es Fürsprecher von Millî İnkılâp gab, die eine schnelle Schließung der Zeitschrift zu verhindern wussten. […] Der türkischen Regierung müssen, so ist anzunehmen, bereits nach dem Erscheinen der ersten Ausgabe Informationen über den Charakter der Zeitschrift vorgelegen haben. Die türkische Führung hat demnach die in Millî İnkılâp veröffentlichten antisemitischen Artikel bewusst toleriert, wohl weil sie ihr aus politischen Gründen sehr gelegen kamen, denn ansonsten wäre ein Verbot des Hetzblattes vermutlich schon viel früher erfolgt.“ Pekesen bestätigt diese Vermutungen im Rückgriff auf Unterlagen des Deutschen Außenministeriums: 

„Nach dem Verbot seiner Zeitschrift am 11.Juli 1934 hatte sich nun auch Atilhan selbst an die Deutsche Botschaft gewandt und um finanziellen Zuschuss für die Herausgabe seines Buches ‚Suzi Libermann‘ gebeten. In dieser Unterredung habe er von dem ‚großen Erfolg‘ der von ihm ‚geführten judenfeindlichen Bewegung in der Türkei‘ berichtet. Er habe es verstanden, insbesondere auch die Kreise der Armee und der Jugend über die Bedeutung des Judentums aufzuklären, seine Zeitschrift habe reißenden Absatz gefunden. Die Regierung habe zwar auf Druck dcr Sowjetbotschaft (!) sein Blatt verboten, sei aber trotz alledem sehr glimpflich mit ihm verfahren: Ankara habe ihn vorher benachrichtigt und ihm gestattet, die Nummer 6 rasch noch erscheinen zu lassen, an deren Vertrieb man ihn nicht hindern werde. Er wende sich nun an die deutschen amtlichen Stellen, weil er angesichts der deutschfeindlichen Haltung der türkischen Juden eine ‚Interessengemeinschaft‘ voraussetze. Er brauche nur eine kleine finanzielle Zuwendung, auf keinen Fall aber wolle er in den
Verdacht kommen, sich von ausländischer Seite bezahlen zu lassen.“

 Atilhans Ausführungen werden jedoch gerade von deutscher Seite als deutlich überzogen dargestellt, so dass Perkesens Vermutungen sich nicht mit dem vorliegenden Quellenmaterial decken.

Von deutscher Seite aus sei dieser Bitte aber nicht entsprochen worden, weil es die Maxime des Botschafters gewesen sei, „sich von den internen Angelegenheiten der Türkei fernzuhalten und sich stattdessen auf die Verbreitung von deutschfreundlichen Meldungen in der türkischen Presse zu konzentrieren.“ Atilhans Selbstüberschätzung hat diese Zurückweisung durch die Deutschen nicht geschadet. Noch 1951 rühmte er sich: 

„Durch meine wahrhaftigen und enthusiastischen Veröffentlichungen in der Millî İnkılâp Anfang 1934 geriet das Volk in Thrakien und an den Dardanellen zu Recht in Aufwallung und Begeisterung. Das Volk war schon mehrmals den Schwindeleien einer bestimmten Minderheitsbevölkerung aufgesessen. In der Folge kam es zu einer Migrationsbewegung der Juden, die scharenweise nach Istanbul strömten.“

## Werke
In türkischer Sprache
- Ey Türk! Düşmanını Tanı!
- İslamı Saran Tehlike ve Siyonizim
- İğneli Fıçı-Tarih Boyunca Yahudi Mezalimi-
- Masonluk Nedir? Tarihte ve Günümüzde Masonluk
- Türk Oğlu! Düşmanını Tanı!
- Bütün Açıklığıyla İnönü Savaşları ve Gerçek Kahramanlar
- Menemen Hadisesinin İç Yüzü
- Sultan Abdulhamid Han Ve İttihatı Terakkicilerin Cinayetleri
- Yahudiler Dünyayı Nasıl İstila Ediyorlar?
- Medeniyetin Batışı
- Siyonizm ve Protokolları
- Tarih Boyunca İslam Hakimiyeti ve Uğradığı Suikastlar
- Gizli Devlet ve Fesat Programı
- Tarihte ve Günümüzde Masonluk
- İslam ve Beni İsrail
- Dünya İstilacıları
- Çağ Açan Hükümdar Fatih
- 31 Mart Faciası
- Türk! İşte Düşmanın
- Musa Dağı
- Suzi Liberman'ın Hatıra Defteri (1934 auf Deutsch erschienen; siehe unten)
- Filistin Cephesinde Yahudi Casusları
- Farmasonluk Nedir? 24 Sina Cephesinde Yahudi Casusları
- Dünya İhtilalcileri İsrail
- Farmasonluk İnsanlığın Kanseri
- Farmasonlar İslamiyeti ve Türklüğü Yıkmak İçin Nasıl Çalıştılar
- İstiklal Harbi'nde Sarıklı Kahramanlar

In deutscher Sprache
- Die schöne Simi Simon. Die Mata Hari der syrischen Front. Nach amtlichen Aufzeichnungen über die jüdische Spionage bearbeitet Cevat Rifat Bey. U. Bodung-Verlag, Erfurt, 1934 (Welt-Dienst-Bücherei, Heft 1).[35]